# Jiří Kroha

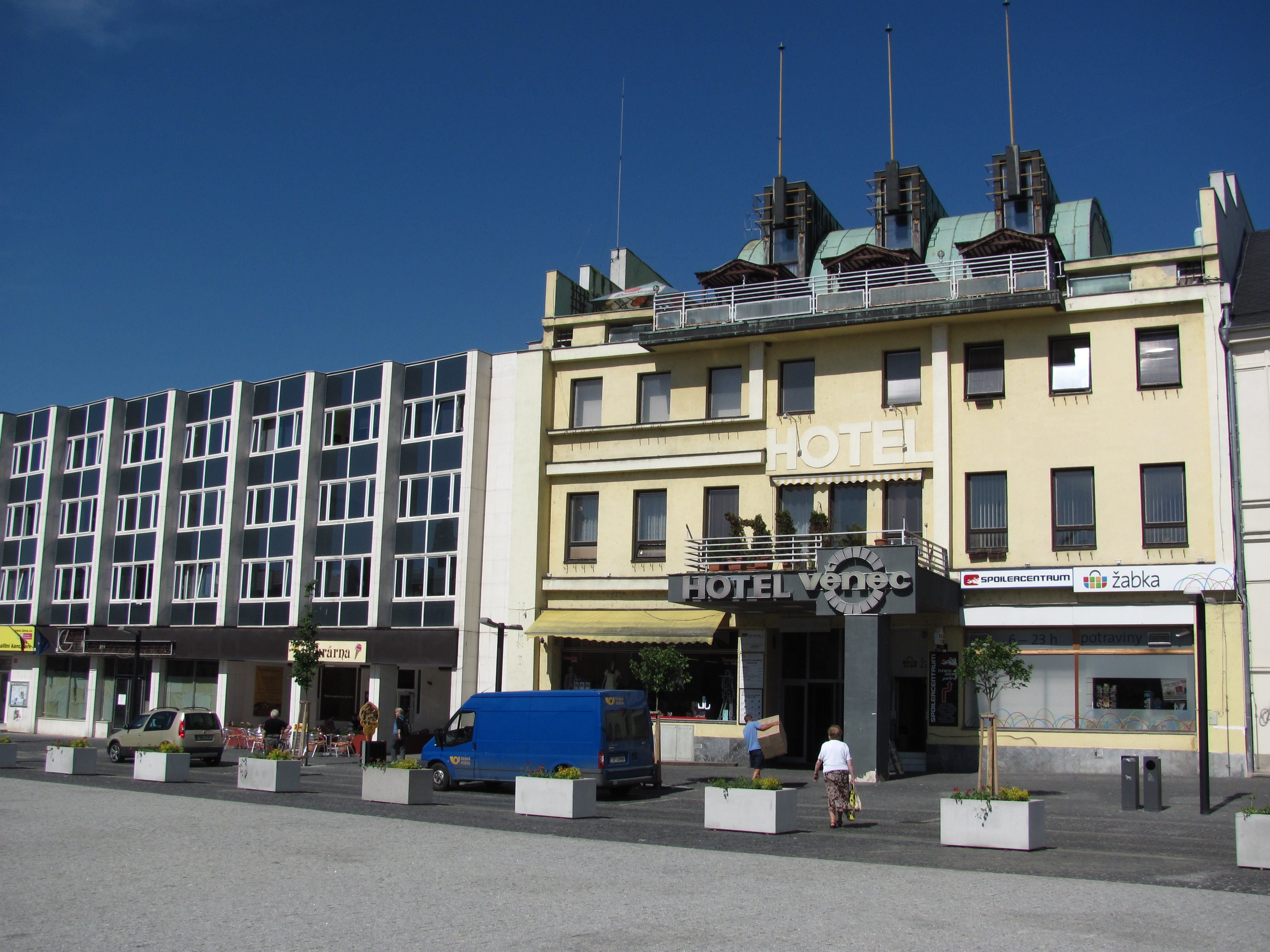
Grand hotel Věnec v Mladé Boleslavi po rekonstrukci (1925–1927)

Jiří Kroha (5. června 1893 Bubeneč – 7. června 1974, Praha) byl český architekt, pedagog  a designér, představitel české moderní meziválečné architektury a designu.

## Život

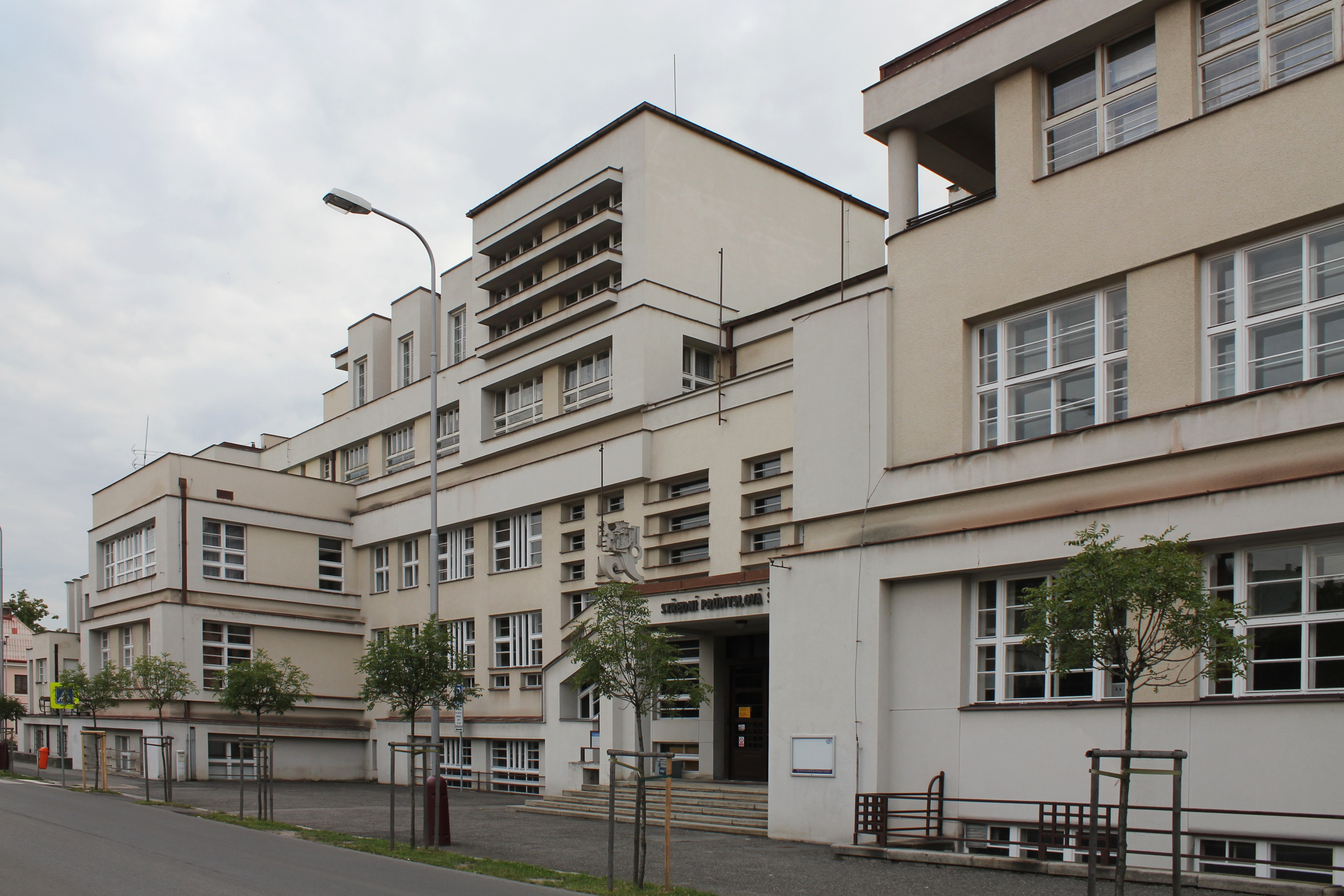
Střední průmyslová škola, Mladá Boleslav, Národní kulturní památka České republiky

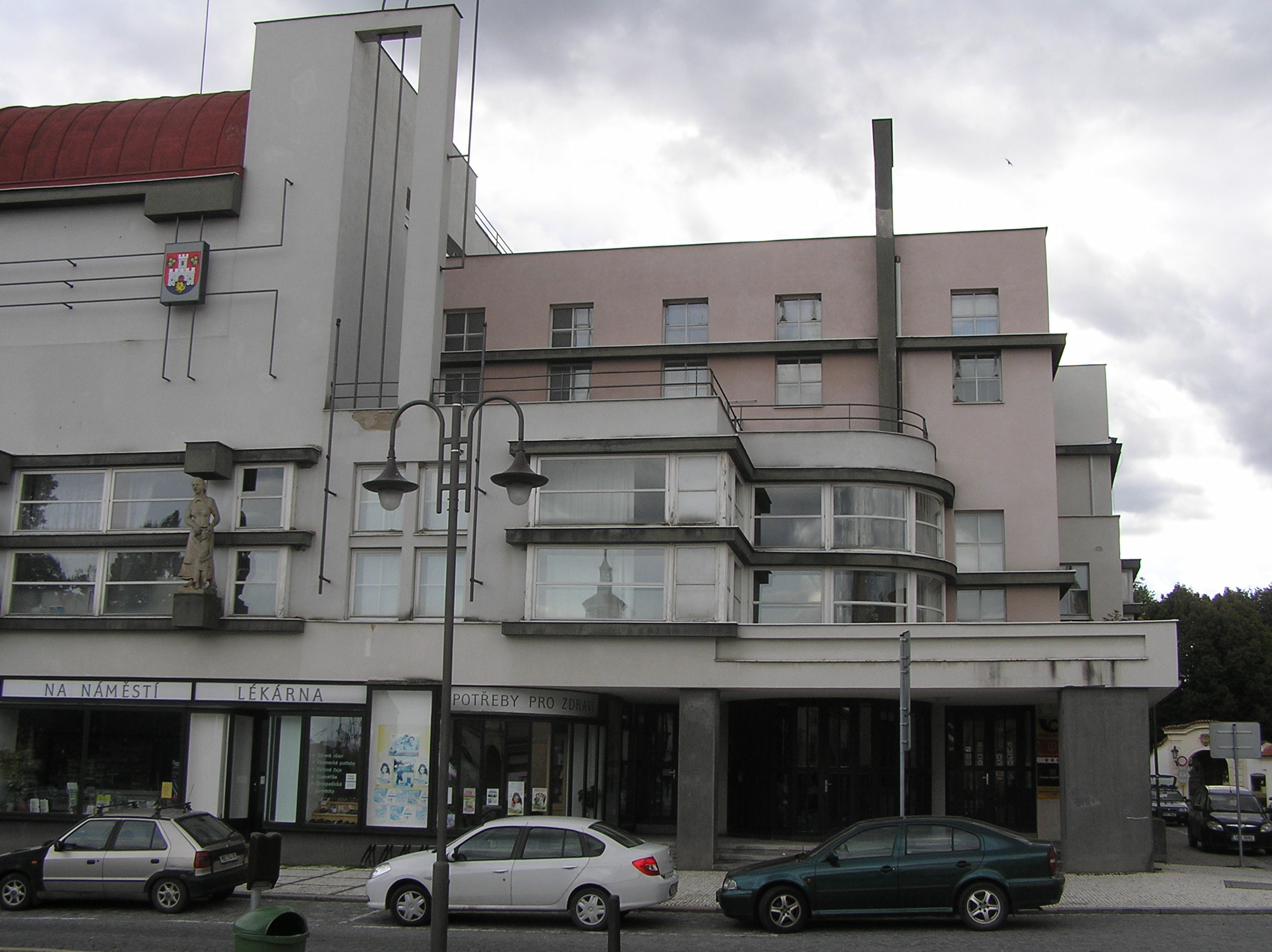
Pošta v Benátkách nad Jizerou

Narodil se v Bubenči v rodině drogistického příručího (obchodního cestujícího) Jiřího Krohy st. (1859-??) a manželky Marie, roz Jiruškové (1856-??). Z jeho sedmi sourozenců dva zemřeli v raném věku.
Začal studovat na reálce na Vinohradech. V roce 1904 se rodina přestěhovala do Plzně. Plzeňskou reálku absolvoval v roce 1911 s vyznamenáním. Téhož roku začal studovat na Pražské technice architekturu. Jeho profesory byli: Jan Koula, Josef Fanta, Antonín Balšánek a Rudolf Kříženecký. V roce 1918 ukončil studium druhou státní zkouškou se zvláštním vyznamenáním. V této době se sblížil s bohémskou skupinou z kabaretu Montmartre v Řetězové ulici (Eduard Bass, Konstantin Biebl, Vratislav Hugo Brunner, Egon Erwin Kisch, Zdeněk Kratochvíl, František Kysela, Vítězslav Nezval, Karel Teige, František Tichý a další). Pro majitele „nočního uměleckého zábavního podniku“, Josefa Waltnera navrhl úpravu interiéru, což byla jeho první realizace. Ve stejném roce byl přijat za člena SVU Mánes a začal spolupracovat s družstvem Artěl. Pro Artěl navrhoval užitkové předměty a nábytek.
V roce 1919 začal pracovat pro Zemský správní výbor v Praze, kde byl záhy jmenován technickým úředníkem (1920) a zemským technickým komisařem (1921). Ve dvacátých letech projektoval několik staveb v Mladé Boleslavi, Kosmonosech a v Benátkách nad Jizerou.
Dne 30. června 1921 se oženil s Miloslavou Kubátovou, v roce 1926 se jim narodila dcera Sylva.
V roce 1926 začal přednášet na Vysokém učení technickém v Brně a v roce 1928 se s rodinou do Brna přestěhoval. V letech 1927–1931 vydával v Brně časopis Horizont. Sblížil se s Bedřichem Václavkem, vstoupil do Levé fronty a Společnosti pro kulturní a hospodářské sblížení se sovětským Ruskem. V roce 1930 byl jmenován řádným profesorem na brněnské technice, v letech 1930–1931 byl děkanem jejího odboru architektury a pozemního stavitelství. Absolvoval šestitýdenní cestu po Sovětském svazu. Po návratu se pustil do intenzivní politické činnosti. (V roce 1933 též vystoupil z římskokatolické církve.) V letech 1932–1933 byl předsedou Výboru pro podporu rodin stávkujících horníků na Rosicko-Oslavansku. V roce 1935 byl za své levicové veřejné přednášky, ve kterých jako státní zaměstnanec napadal tehdejší státní zřízení, poslán do trvalé výslužby. V roce 1937 mu bylo povoleno znovu přednášet.
V roce 1938 se přidal ke skupině umělců, kteří se zastávali moderních uměleckých trendů v sovětské kulturní politice (do této skupiny patřili například: Karel Teige, Bohuslav Brouk, František Halas, Roman Jakobson, Jaromír Krejcar, Jindřich Štyrský, Toyen; opačný stalinský socialisticko-realistický názor zastávali například: Julius Fučík, Zdeněk Nejedlý, Vítězslav Nezval, Stanislav Kostka Neumann, Ladislav Štoll, Bedřich Václavek). Dne 9. března 1938 Vítězslav Nezval tuto surrealistickou skupinu autoritářsky rozpustil.
V roce 1939 byl znovu suspendován pro svou komunistickou orientaci a 1. září byl zatčen gestapem. Byl vězněn na Špilberku, v koncentračních táborech Dachau a Buchenwald. V roce 1940 byl v rámci akce Červeného kříže propuštěn pro svůj špatný zdravotní stav (byli propuštěni dva nejvážněji nemocní vězni). Zbytek války žil pod policejním dohledem. Věnoval se malbě, kresbě a pokračoval v teoretické práci na bytovém problému.
Po osvobození se pustil do intenzivní politické i architektonické činnosti. Od roku 1945 do roku 1948 byl opět děkanem odboru architektury a pozemního stavitelství Vysoké školy technické v Brně, v roce 1948 byl jmenován rektorem této školy. Jeho Ateliér národního umělce (ANU) Jiřího Krohy (později Mistrovský ateliér národního umělce – MANU) zpracovával projekty bytové výstavby i propagandistické instalace výstav a politických akcí (Slovanská zemědělská výstava v Praze, Úprava Průmyslového paláce pro IX. sjezd KSČ 1949, Smuteční výzdoba Pražského hradu k úmrtí prezidenta Klementa Gottwalda, 1. celostátní spartakiáda v Praze 1955 a další). Ateliér byl rozpuštěn v roce 1956. Za svoji činnost po roce 1948 získal řadu státních a uměleckých ocenění.
Zemřel v roce 1974 v Praze.

### Kroha a divadlo
Již v letech 1907 až 1909 se v Plzni dostal do kontaktu s divadlem a s Josefem Skupou a K. Hruškou vystupoval v amatérském kabaretu a také zde maloval kulisy. V roce 1920 byl založen spolek Socialistická scéna, který vydával i stejnojmenný časopis. K zakládajícím členům tohoto spolku patřili např. Arnošt Dvořák, Karel Hugo Hilar, Vlastislav Hofman, Josef Hora, Josef Kodíček, Emil Artur Longen, Antonín Macek, Marie Majerová, Helena Malířová, Rudolf Myzet, Stanislav Kostka Neumann, Ivan Olbracht, Jindřich Vodák, Václav Vydra, Josef Zora. Kroha se stal členem výboru a odpovědným redaktorem časopisu Socialistická scéna. Spolek byl v roce 1922 přejmenován na Všelidovou scénu. Pod jeho hlavičkou bylo v dubnu 1923 realizováno představení Arnošta Dvořáka Nová Oresteia v Průmyslovém paláci v Bubenči. Kroha vytvořil scénografii, kostýmy a rovněž hru režíroval. Akce skončila finančním krachem, který měl dohru u soudu. Kroha byl žalován pro „úpadek z nedbalosti“. Byl sice osvobozen, ale rovněž byl vyloučen ze Společnosti architektů. K divadelní činnosti se po tomto představení již nevrátil. Všelidová scéna zanikla na jaře 1924.
V roce 1923 mu bylo nabídnuto na podnět Karla Hugo Hilara místo režiséra v Národním divadle. Kroha tuto nabídku nepřijal.

### Kroha a KSČ
V roce 1946 podepsal prokomunistické „Májové poselství kulturních pracovníků českému lidu!“ publikované před květnovými volbami do Ústavodárného Národního shromáždění. Tento předvolební manifest komunistů podepsalo celkem 843 kulturních pracovníků a komunisté volby vyhráli. Později podepsal prokomunistickou výzvu Kupředu, zpátky ni krok!, jež byla vydána dne 25. února 1948 pro podporu komunistického převratu. V dubnu 1948 byl členem Ústředního Akčního výboru Národní fronty v kulturní komisi; té předsedal Jan Drda. Jako stoupenec „ostrého kursu“ vystoupil v Brně koncem října 1948 na aktivu komunistických kulturně propagačních pracovníků. V únoru 1961 se zúčastnil „Celostátní konference o současných úkolech socialistické umělecké kritiky“, kde z marxisticko-leninského stanoviska polemizoval s Ladislavem Štollem. Komunistickým režimem byl oceňován.

## Ocenění
- 1948 titul národní umělec
- 1949  Řád 25. února 1948
- 1957  Řád práce
- 1963  Řád republiky
- 1973  Řád Vítězného února

## Dílo
Jedná se o významného meziválečného a poválečného architekta. V období mezi světovými válkami se věnoval kubistickým, funkcionalistickým a mašinistickým projektům. Jeho tvorba po roce 1948 je charakteristická zejména stavbami v duchu socialistického realismu. První díla byla reakcí na kubistické tendence Skupiny výtvarných umělců v Praze. Jako architekt později vyprojektoval pod hlavičkou Zemského správního výboru několik významných staveb v Mladé Boleslavi. Ve třicátých letech se zabýval problémem tzv. malého bytu a sociologie architektury. Po válce se aktivně zapojil do budování moderní socialistické architektury. Vedle těchto projektů se věnoval návrhům užitého umění a teorii architektury. Významným mezníkem v jeho tvorbě byl návrh a realizace architektonického zpracování pavilonu na Slovanské zemědělské výstavě v Praze, která se konala v roce 1948. Tento projekt mu zajistil pevné místo mezi prominentními umělci v poválečném Československu. Podobně navrhl celou Výstavu jižních Čech v Soběslavi 1950.

### Projekty (výběr)
- Návrh římskokatolického kostela, Velký Zdíkov u Vimperka, 1917 – zde byl farářem rodinný přítel Václav Železný a Krohova teta Žofie Jirušková tu dělala hospodyni.
- Návrh římskokatolického kostela, Vinohrady (Praha), 1920
- Soutěžní návrh krematoria, Pardubice, 1919–1920
- Soutěžní návrh na Hanácké divadlo, Olomouc, 1920
- Soutěžní návrh na Slovenskou banku, Bratislava, 1921
- Soutěžní návrh na sokolovnu a biograf, Hradec Králové, 1921
- Nerealizovaný projekt rodinného domu, Osada Baba, osada Svazu československého díla, Praha, 1928
- Soutěžní návrh na divadlo, biograf a obchodní dům, Plzeň, 1929 – 1. cena, nerealizováno
- Rozšíření Vysoké školy technické, Brno, 1929
- Soutěžní návrh na pavilon vysoké školy architektury, Brno, 1932
- Soutěžní návrh na Všeobecný penzijní ústav, Brno, 1929–1930
- Soutěžní návrh na obchodní školu, Choceň, 1930
- Soutěžní návrh na obytné domy družstva Včela, Praha, 1932
- Soutěžní návrh na obecní byty pro chudé, Praha, 1932–1933

### Realizované stavby

#### Kubismus a funkcionalismus
- Montmartre, noční umělecký zábavní podnik, Praha, výzdoba interiéru, 1918
- Úřednická vila I. a II., Kosmonosy, projekt 1923, realizace 1925
- Zemská průmyslová škola, Mladá Boleslav, projekt 1922–1923, realizace 1923–1926
- Okresní nemocenská pojišťovna, Mladá Boleslav, přestavba a přístavba budovy, 1924–1925
- obytné domy vojenských gážistů, Mladá Boleslav, projekt 1923, realizace 1924–1925
- Masarykův dům okresní sociální péče, Mladá Boleslav, projekt 1924, realizace 1925
- obchodní dům Pavla Gellnera, Mladá Boleslav, přestavba a přístavba budovy, 1924–1926
- přestavba grandhotelu Věnec, Mladá Boleslav, 1925–1927
- most přes Vltavu, Kralupy nad Vltavou, projekt 1923–1924, realizace 1925–1927, spolupráce: Dr. Ing. Jarolím Farský
- Okresní dům a muzeum, Benátky nad Jizerou, 1925–1926
- Výstava severních Čech, Mladá Boleslav, celkový návrh výstaviště, pavilony, první cena v soutěži, projekt 1926, realizace 1926–1927
- Výstava soudobé kultury ČSR, centrální expozice vědy, kultury a školství, pavilon Člověk a jeho rod, Brno, 1928
- vlastní rodinný dům, Brno, projekt 1928, realizace 1930
- vila v kolonii Nový dům, Brno, 1927
- Patočkova vila (kolonie Pod vodojemem), Brno, projekt 1935, stavba 1936
- nájemní domy, Brno, Kounicova ul., 1947–1948, spolupráce Vilém Kuba, Josef Polášek
- kulturní dům, Mnich, 1948–1950 – Krohova poslední funkcionalistická stavba

#### Socialistický realismus
- Slovanská zemědělská výstava, Praha, projekt 1947, realizace 1948
- Výstava jižních Čech v Soběslavi 1950
- Sídliště Stalingrad (vzorné sídliště „U Bělského lesa“) – II. etapa, Ostrava, 1952–1959
- Socialistické městečko Vorošilovo, Nová Dubnica, Slovensko 1951–1957
- Kulturní dům Dolu prezident Gottwald, Horní Suchá, 1951, 1956–1959,
- Teoretické ústavy Lékařské fakulty Univerzity Palackého z let 1950–1961, spolupráce Václav Roštlapil

### Scénografie
- Arnošt Dvořák, Ladislav Klíma: Matěj Poctivý, Národní divadlo, 1922
- Christian Dietrich Grabbe, Žert, satira a ironie s hlubším významem, 1922 – návrh na žádost K. H. Hilara pro Národní divadlo, hra ale není realizována
- Arnošt Dvořák: Husité, zámecký park v Josefově Dole, 25. června 1922, Kroha byl rovněž režisérem představení
- Friedrich Hebbel: Judita, 1923
- Arnošt Dvořák: Nová Oresteia, Všelidová scéna, 13. duben 1923 – scéna a režie

### Teoretické práce (výběr)
- Sociologický fragment bydlení, 89 diagramů a fotomontáží, Brno, Ústav architektury stavby měst, 1930–1932
- Ekonomický fragment bydlení, 137 architektonických a grafických panelů, Mezinárodní kongres bytové péče, Praha, 1935

## Galerie

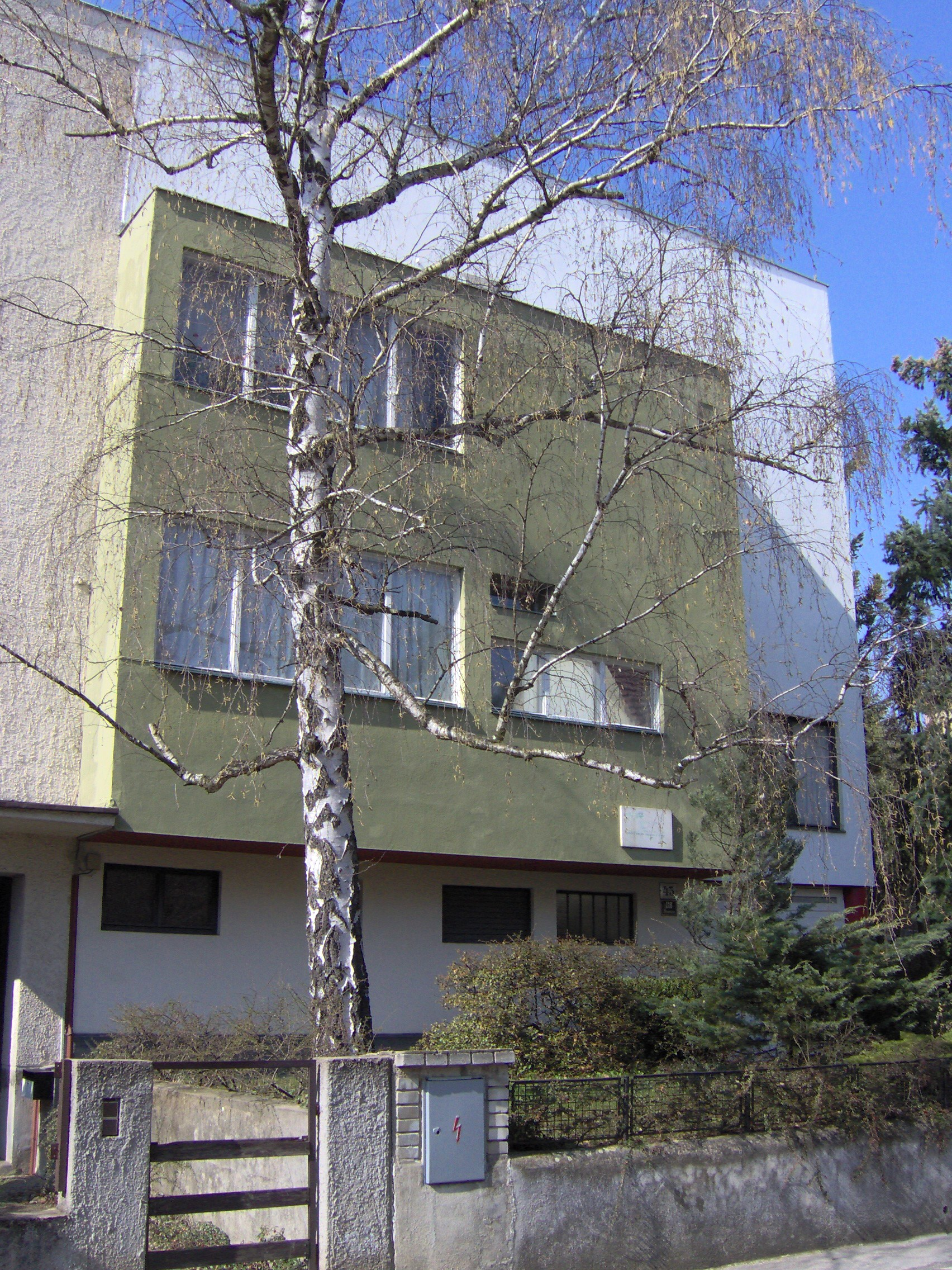
Vlastní rodinný dům Jiřího Krohy v Brně
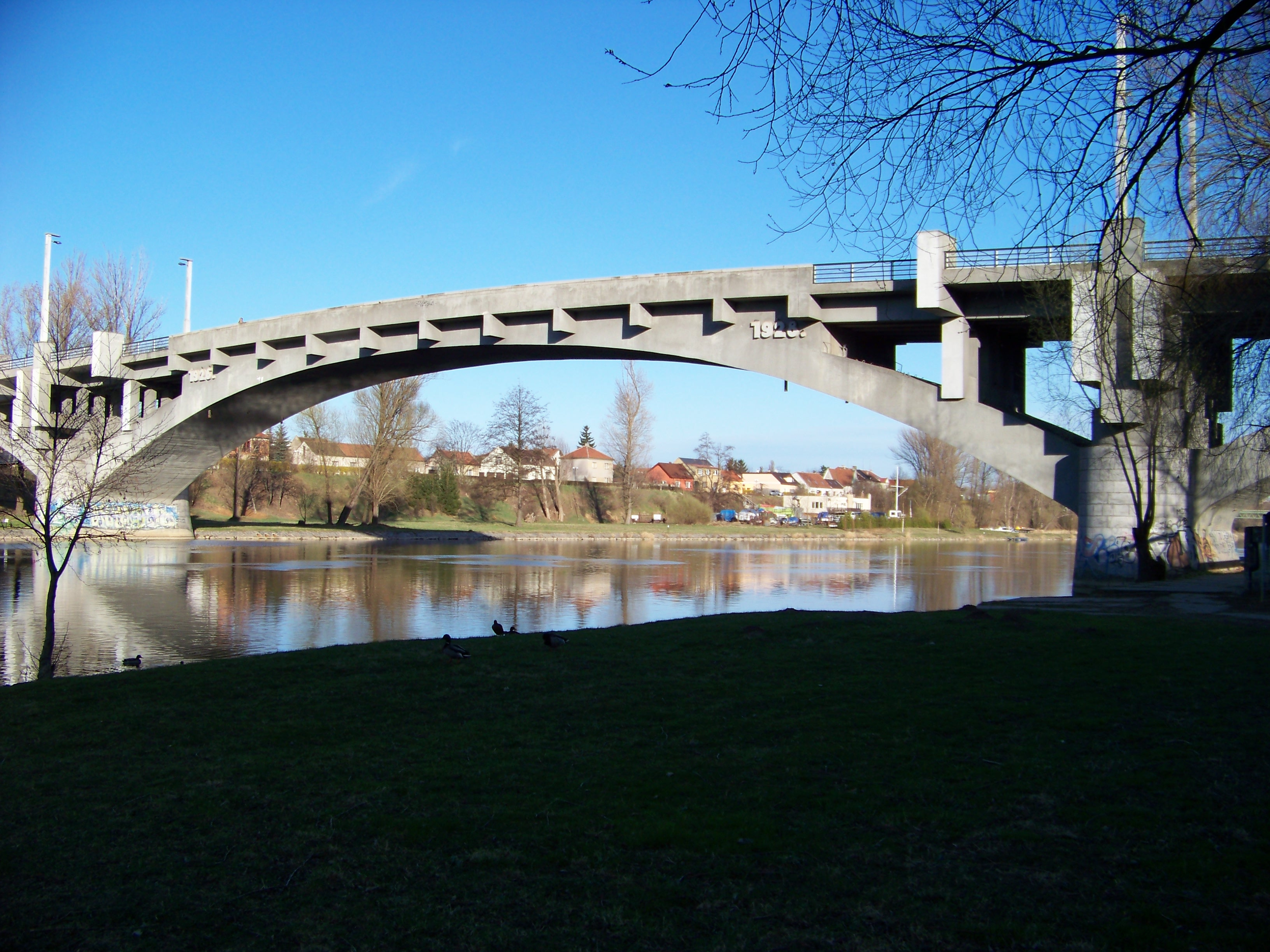
Most T. G. Masaryka, Kralupy nad Vltavou
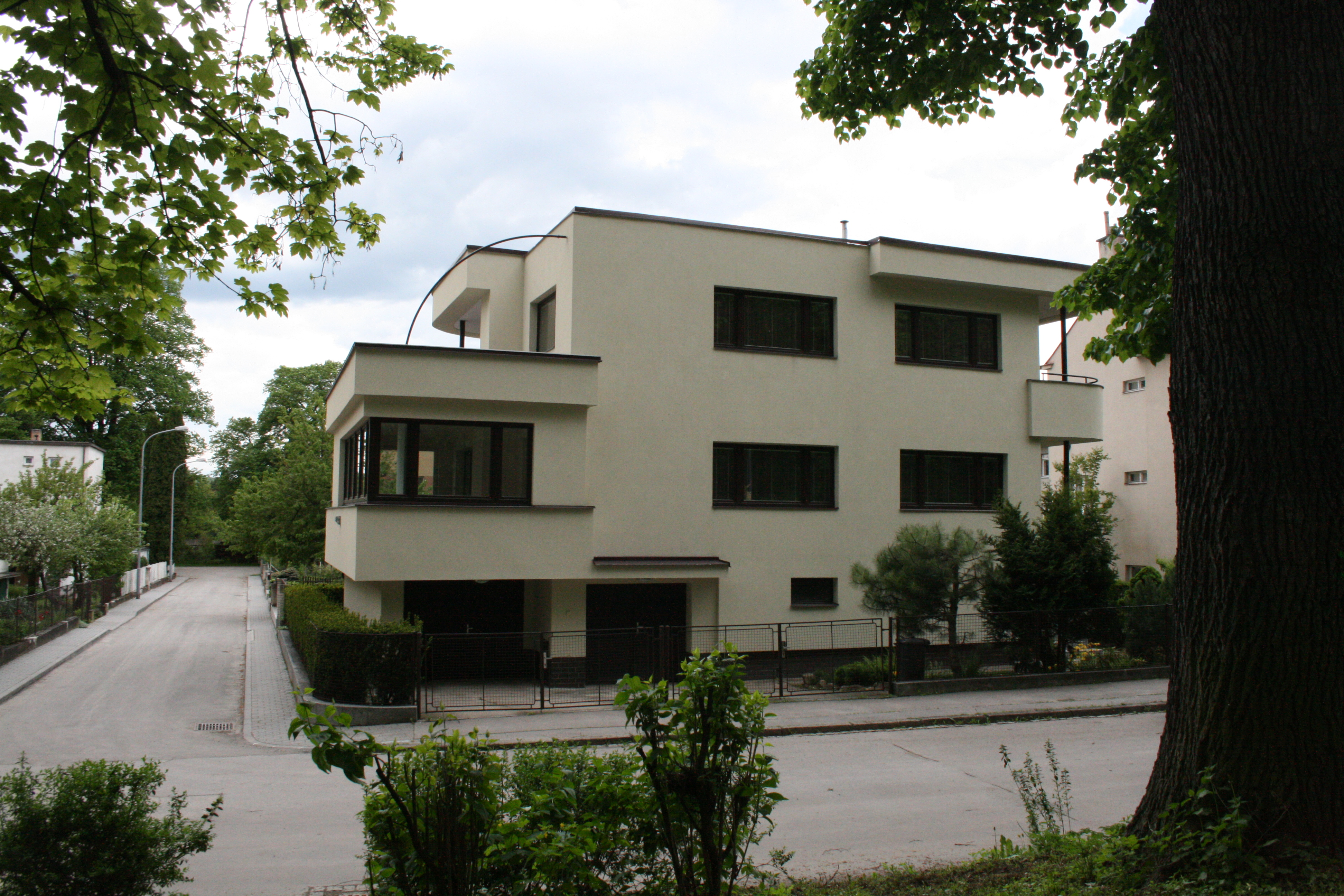
Vila v kolonii Nový dům
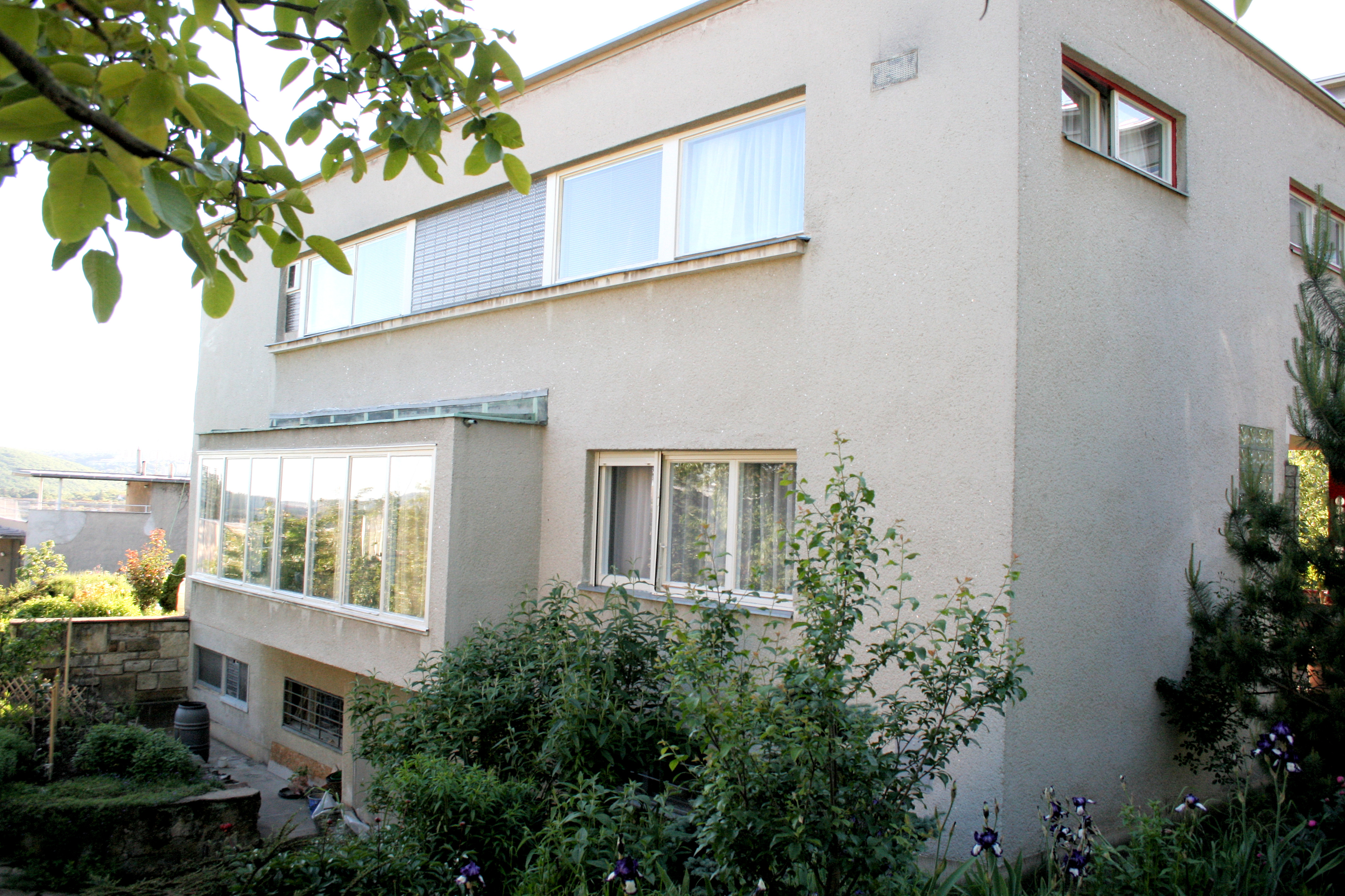
Patočkova vila, Brno, Kaplanova 2
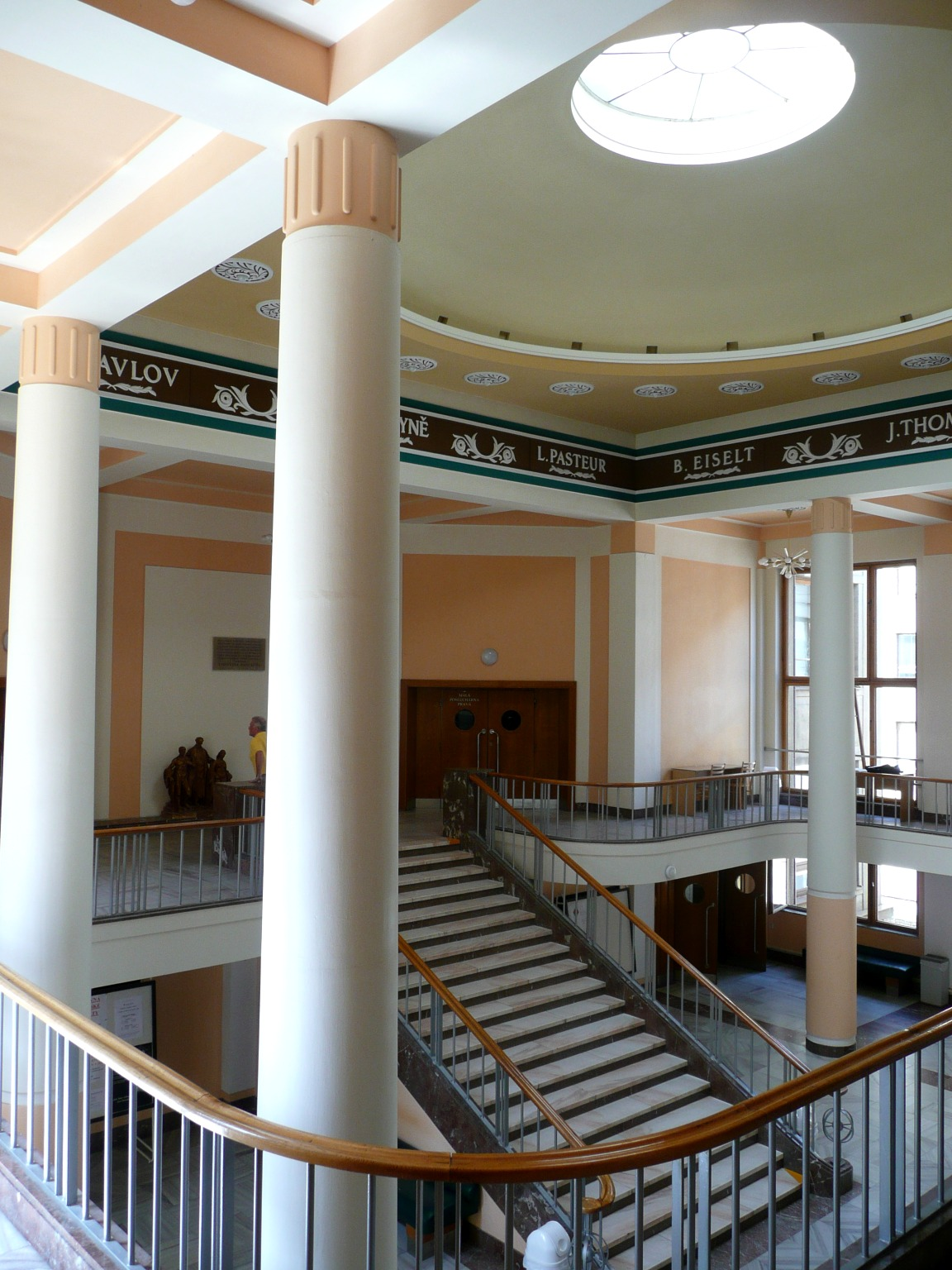
Jiří Kroha, Václav Roštlapil: vestibul Teoretických ústavů Lékařské fakulty Univerzity Palackého v Olomouci
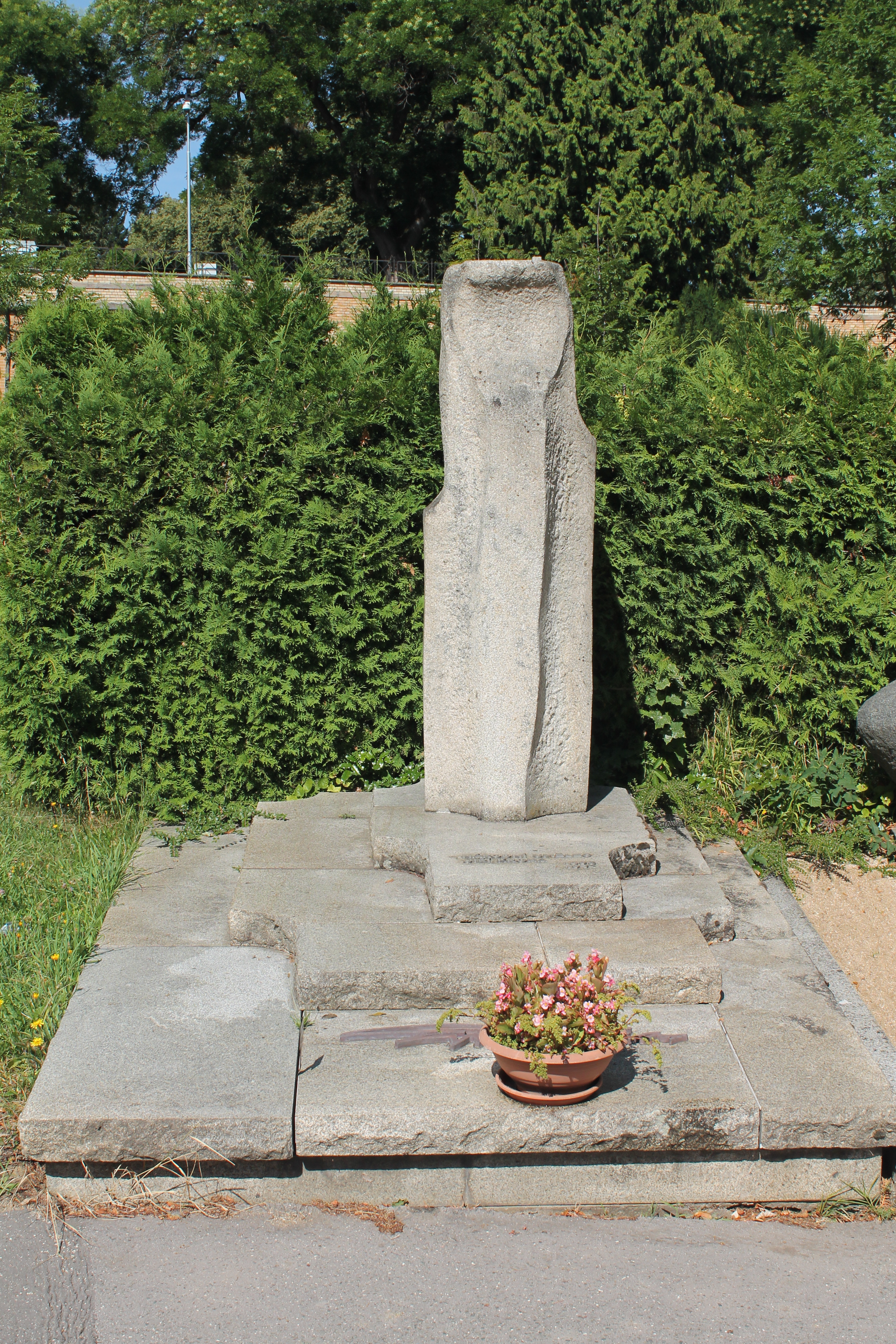
Hrob Jiřího Krohy na Ústředním hřbitově v Brně

## Pozůstalost
Pozůstalost Jiřího Krohy se nachází v  Muzeu města Brna a v pražském Národním technickém muzeu.